# Торе ди Гафе
Торе ди Гафе је насеље у Италији у округу Агриђенто, региону Сицилија.
Према процени из 2011. у насељу је живело 11 становника. Насеље се налази на надморској висини од 28 м.